# 拱心石輸油管道
拱心石輸油管道（Keystone Pipeline）是加拿大和美国的一个石油管道系统，于2010年投入使用，該管道由TC Energy和艾伯塔省政府所拥有  。它起點位於加拿大艾伯塔省的加拿大西部沉积盆地，終點分別位於美國伊利诺伊州和德克萨斯州的炼油厂以及俄克拉荷马州库欣的油罐场和石油管道配送中心。
建議興建的拱心石輸油管道四期工程Keystone XL（簡稱作KXL，即「拱心石輸出有限公司」）會以較短的路徑及更大口徑的油管連接第一期的兩個位於美加兩地的端點站（即Hardisty及 Steele City），途經美國的輕原油產地、蒙大拿州威利斯顿盆地的贝克。該工程引起環保主義者的反对。2015年，Keystone XL被时任美國总统贝拉克·奥巴马暂时推迟。2017年1月24日，美国总统唐納·川普打算允许Keystone XL繼續建設。2021年1月20日，总统乔·拜登在其上任的第一天就取消了Keystone XL项目。2021年6月9日，加拿大TC能源公司宣布终止Keystone XL项目。
2022年12月7日晚，拱心石輸油管道美国堪萨斯州华盛顿县路段发生泄漏，泄漏量预计超过1.4万桶。TC能源公司立刻關閉管道。
2024年11月21日，美國當選總統唐納·川普打算恢復被拜登取消的Keystone XL。